# Placogorgia costata
Placogorgia costata är en korallart som först beskrevs av Nutting 1910.  Placogorgia costata ingår i släktet Placogorgia och familjen Plexauridae. Inga underarter finns listade i Catalogue of Life.